# Act Zlukî
Act Zlukî (în ucraineană Акт Злуки) a fost un acord semnat la 22 ianuarie 1919 de către statele autoproclamate Republica Populară Ucraineană și Republica Populară a Ucrainei Occidentale în Piața Sf. Sofia din Kiev. Acordul avea scopul de a înființa un stat ucrainean unificat, mișcare așteptată de intelectualitatea din ambele părți. Act Zlukî a fost însă privit doar ca un act simbolic, deoaece cele două guverne urmau să păstreze armate separate și structuri administrative separate.
Textul proclamației Directoratului Republicii Populare Ucrainene:

Teritoriul Ucrainei, divizat de secole, ce include Galiția, Bucovina, Rutenia Carpatică și Ucraina de la Nipru vor deveni acum o Ucraină unită și mare. Visurile pentru care au luptat și au murit cei mai buni fii ai Ucrainei s-au îndeplinit.
Acest act nu a putut să intre efectiv în vigoare. Republica Populară Ucraineană, parțial recunoscută internațional, a fost invadată de armata bolșevică, Kievul fiind ocupat la scurt timp după semnarea actului și incorporată viitoarei Uniuni Sovietice. Republica Populară a Ucrainei Occidentale a avut o existență efemeră, teritoriul revendicat de ea fiind alăturat Poloniei, Cehoslovaciei (Ucraina transcarpatică) și României (Bucovina de Nord).
La 21 ianuarie 1999, Președintele Ucrainei Leonid Kucima a dat un decret prin care „Ziua Unirii Ucrainei” (în ucraineană День Соборностi України, Den Sobornosti Ukrainî) se sărbătorește în fiecare an pe 22 ianuarie.
În 1990, când Ucraina nu-și declarase încă independența, la a 71-a aniversare a semnării Actului Zlukî, peste 300.000 de ucraineni au făcut un lanț uman de aproximativ 482 km din capitala Kiev până la orașul Liov în ziua de 21 ianuarie 1990. Lanțul uman a fost cea mai mare demonstrație populară din Ucraina de la începutul Glasnostului și a fost finanțată de Mișcarea Populară a Ucrainei (Ruh). În acea zi, pentru prima dată după desființarea Republicii Populare Ucrainene, s-a arborat drapelul galben-albastru.